# Phloeomys
Phloeomys — рід мишоподібних гризунів родини мишевих (Muridae). Представники роду мешкають на острові Лусон (Філіппіни).

## Опис
Тіло завдовжки від 28 до 48 см, хвіст — від 20 до 35 сантиметрів. Вага становить близько 1,5-2 кг. Хутро довге. Верхня частина тіла чорного або коричневого кольору, а іноді з жовтими або червонуватими плямами. Нижня сторона, а іноді і боки білувато-сірі; голова також може бути частково світлішого кольору. Хвіст чорний. Вуха маленькі і круглі, морда тупа. Збільшені лапи з довгими пальцями і кігтями є пристосуванням до життя на деревах.

## Види
Включає два види:
- Phloeomys cumingi
- Phloeomys pallidus